# David Henrie
David Henrie, född 11 juli 1989 i Mission Viejo, Kalifornien, USA, är en amerikansk skådespelare. Han är mest känd för sin roll som Justin Russo i Disney Channel-serien Wizards of Waverly Place. Han är också sedd som Ted Mosbys framtida barn i tv-serien How I Met Your Mother.

## Filmografi
- 2024-nutid - Magi bortom Waverly Place (som Justin Russo)
- 2009 - Magi på Waverly Place: The Movie (som Justin Russo)
- 2009 - Hitta Pappa (som Wheeze)
- 2009 - The Suite Life on Deck (1 avsnitt, som Justin Russo)
- 2007-2011 - Magi på Waverly Place (57 avsnitt, som Justin Russo)
- 2006 - Cold Case (1 avsnitt, som Dale Wilson)
- 2005-  - How I Met Your Mother (29 avsnitt)
- 2005 - House M.D. (1 avsnitt, som Tommy)
- 2004 - Jack & Bobby (1 avsnitt, som Sniffly)
- 2004 - The D.A. (1 avsnitt, som Alex Henry)
- 2004-2007 - That's So Raven (12 avsnitt, som Larry)
- 2004 - Method & Red (9 avsnitt, som Skyler Blaford)
- 2004 - Navy NCIS: Naval Criminal Investigative Service (1 avsnitt, som Willy Shields)
- 2003 - Arizona Summer (som Bad)
- 2003 - Judging Amy (1 avsnitt, som Jeremy)
- 2003 - The Pitts (7 avsnitt, som Petey)
- 2003 - Monster Makers (som Danny Burke)
- 2002 - Providence (1 avsnitt, som Mark Triedman)
- 2002 - Without a Trace (1 avsnitt, som Gabe Freeman)